# Джафар ибн Яхья
Джафа́р ибн Яхья, также Джа’фар бин Яхья Бармаки (перс. جعفر بن یحیی برمکی‎, араб. جعفر بن يحيى‎, ja’far bin yaḥyā) (767—803) — визирь при дворе пятого халифа арабской династии Аббасидов Харуна ар-Рашида. Сын персидского визиря Яхьи ибн Халида из влиятельного семейства Бармакидов, в 786 году унаследовавший пост отца.
Содействовал развитию наук и внёс вклад в просвещение Багдада, привлекая учёных мужей из соседней Гундишапурской академии для перевода персидской научной литературы на арабский. Джафару также приписывается то, что он убедил халифа открыть бумагоделательное производство, где использовались секретные технологии, полученные у китайских мастеров, взятых в плен после Таласской битвы в 751 году.
В 792 году был назначен правителем западных областей Халифата, но так и не покинул дворца. В 796 году подавлял восстание в Сирии. После чего был также назначен губернатором Хорасана, но не вступил в должность. В 797 году отец Джафара, визирь Яхья ибн Халид отбыл в паломничество в Мекку, оставив печать визиря своему старшему сыну, брату Джафара Фадлу, который быстро впал в немилость у халифа. После чего печать перешла к Джафару, назначенному также главой охраны халифа и управляющим монетным двором. В 798 году Джафар стал воспитателем принца Абдаллаха аль-Мамуна, в то время как Фадл был наставником другого принца, первого наследника престола,Аль-Амина.
Несмотря на то, что визирь и халиф долгое время были неразлучными друзьями, в самом начале 803 года Харун ар-Рашид решил покончить с набравшими силу Бармакидами и в ночь с 28-29 января (по другим источникам 1-2 февраля) Джафар был обезглавлен за якобы имевшую место любовную связь с сестрой халифа Аббасой. Имущество всего семейства было конфисковано. Более тысячи человек казнили, а тело самого Джафара было вывешено на всеобщее обозрение на мосту через реку Тигр в Багдаде. Резня семейства Бармакидов нашла своё отражение в сказках Тысяча и одной ночи.

## В современной культуре
Персонаж Джафара, наряду с халифом Харуном ар-Рашидом, появляется в нескольких сказках цикла Тысячи и одной ночи, часто в качестве главного действующего лица. Например в «Рассказе о трёх яблоках» Джафар, как детектив, расследует дело об убийстве красивой девушки и пытается найти виновного в трёхдневный срок.
Однако, современные произведения представляют визиря в образе злодея и колдуна:
В фильме "Багдадский вор" главный антагонист - злой колдун , визирь Джафар.
- В американском фильме «Золотое лезвие» (1953 год, реж. Нэйтан Джуран) Харун ар-Рашид борется с Джафаром, который пытается узурпировать власть.
- В "Синдбаде за семью морями" (1989) злой колдун, визирь Джафар прячет волшебные камни,охраняющие Багдад, олицетворяющие справедливость,свободу,процветание и мир, отправляя их за семь морей
- В видеоигре «Принц Персии» изображается злокозненный волшебник по имени Джафар, захвативший трон и пытающийся насильно женить на себе принцессу. Джафар также появляется в 1993 году в продолжении игры.
- В 1992 году в мультфильме компании Уолта Диснея «Аладдин» главным антагонистом является визирь султана Аграбы и колдун по имени Джафар, прототипом которого стали злой волшебник из оригинальной сказки об Аладдине и визирь султана оттуда же.
- 1994 — «Возвращение Джафара»
- Во французском мультсериале «Гран-визирь Изногу» Джафар изображён как неумелый узурпатор, которому так и не удаётся свергнуть халифа Харуна ал-Пусса.
- В аниме «Маги: Лабиринты волшебства» является советником Синдбада, в прошлом безжалостный убийца.